# Farkas Ferenc (katonatiszt)
Vitéz kisbarnaki Farkas Ferenc Xavér Pál (Kismarton, 1892. május 27. – Arnstorf, 1980. április 14.) magyar katonatiszt, cserkészvezető, a Ludovika Akadémia parancsnoka. Mivel IV. Károly és Horthy Miklós után a II. világháború végén a nyilas uralom alatt is szolgált, történelmi szerepe vitatott. Ő volt a Horthy által alapított Vitézi rend harmadik főkapitánya.

## Családja és származása
Az ősi Veszprém megyei nemesi származású kisbarnaki Farkas család sarja, amely egykor Vas és Zala megyében volt földbirtokos. Apja kisbarnaki Farkas Ferenc (1849–1937), százados, kismartoni jegyző, anyja potyondi és csáfordi Pottyondy Gizella (1864–1921) volt. Apai nagyszülei kisbarnaki Farkas Ferenc (1820–1882), a rédei uradalmi tiszttartó (provisor dominalis) a gróf Esterházy családnál és Hoffmann Cecília (1826–1907) voltak. Anyai nagyszülei potyondi és csáfordi dr. Pottyondy Ágoston (1835–1905), ügyvéd és Grohmann Mária (1840–1918) voltak. Ferencnek még három testvére volt: kisbarnaki Farkas Mária (1888–1962), akinek a férje, Keller Jenő (1878–1943) járásbírósági alelnök, dr. Kisbarnaki Farkas Gyula (1894–1958) egyetemi tanár, valamint kisbarnaki Farkas Irén (1896–1955) kisasszony, aki tanárnő volt.

### Házassága és leszármazottjai
Farkas Ferenc 1920. június 16-án Kemenesmagasin feleségül vette szögteleki Vimmer Jolánt (Pozsonyzávod, 1899. december 27.–1964. október 22.), akinek a szülei szögteleki Vimmer Lajos, a herceg Hohenlohe-féle uradalmak intézője és Jaklits Anna voltak. A menyasszony apai nagyszülei idősebb Vimmer Lajos (1812–1893), a primási uradalmak főszámvevője és Einczinger Borbála (1836–1901) voltak. A menyasszony anyai nagyapja Jaklitsch Károly, a gróf Breuner uradalmi intézője. Farkas Ferenc és Vimmer Jolán frigyéből két gyermek született:
- kisbarnaki Farkas Éva (Szabadka, 1921. május 4.–?). Férje, potyondi és csáfordi Pottyondy László (Pécs, 1915. december 26.–1951. július 31.) repülő százados.
- kisbarnaki Farkas Ferenc (Budapest, 1924. december 5.–Szentes, 1944. október 6.) hadnagy.[4]

## Élete

### Katonai pályafutása
1912-ben végezte el a Ludovika Akadémiát. Az első világháborúban kétszer megsebesült, és vezérkari századossá léptették elő. 1927-ben vitézzé avatták.
1938-1943 között a Ludovika parancsnoka volt.
A Donnál a pécsi IV. hadtestet, majd 1943-tól a debreceni VI. hadtestet vezette. Az 1944. március 19-ei német megszállás idején Veress Lajossal együtt készült rá, hogy Horthy parancsára a németek ellen forduljanak – a kormányzó azonban végül a háború folytatása mellett döntött. 1944 nyarán a Tatár-hágót védte a Kárpátokban, a szovjet fronton. október 13-ától vezérezredes, a Budapest hídfő parancsnoka. Az októberi kiugrási kísérletben játszott szerepe vitatott: egyes történészek szerint elárulta Horthyt, míg mások szerint lehetséges, hogy csapatai nem értek időben Budapestre. A nyilas hatalomátvétel után hűséget esküdött Szálasi Ferencnek, és szerepet játszott a koronázási jelvények külföldre juttatásában. Arról nincsen bizonyíték, hogy részt vett volna a zsidók deportálásában. 1945-ben Németországba ment, ahol amerikai hadifogságba került, és 1946-ban szabadult.

### Emigrációban
1946-tól a nyugati magyar emigráció egyik szervezője volt. A népbíróság 1950-ben távollétében lefokozta, és életfogytiglani fegyházbüntetésre ítélte, háborús bűnök vádjával. Az ítélet valódi indoka azonban a nyugat-németországi magyar emigráció szervezésében vállalt szerepe volt. Több emigráns mozgalom vezetésében szerepet vállalt, majd később a nyugat-németországi magyar cserkészetnek szentelte magát.
Az 1950-es népbírósági ítéletet a Legfelsőbb Bíróság 1998-ban megsemmisítette, és a köztársasági elnök visszaállította eredeti rendfokozatát.

### Cserkészvezető
A magyar cserkészmozgalom egyik fő szervezője volt. Teleki Pál felkérésére részt vett az 1933-as gödöllői dzsembori megszervezésében. A tábor sikere után megbízták az 1938-as Eucharisztikus Kongresszus megszervezésével is.
Teleki halála után, 1941. április 3-ától Horthy Farkast nevezte ki Magyarország főcserkészévé, aki mögött ekkor már 22 évnyi cserkészmúlt állt. Vezetése alatt a cserkészet katonai irányba tolódott el, amivel az volt a célja, hogy kihúzza a talajt a rivális Levente Mozgalom alól. A Magyar Cserkészszövetség ebben az időben képes volt megőrizni külföldi kapcsolatait, például Gusztáv Adolf svéd herceggel, a Nemzetközi Bizottság tiszteletbeli elnökével, illetve az emigráns Lengyel Cserkészszövetséggel. Ezek a kapcsolatok azonban a náci megszállás után megszakadtak. A nyilasok a cserkészetet be akarták olvasztani az általuk létrehozott Magyar Őrszem Mozgalomba, de ezt a tervüket nem tudták végrehajtani.

## Művei
- A magyar cserkészet útja. 1910–1937. A Magyar Cserkésszövetség huszonöt éve, 1912–1937; összeáll. kisbarnaki Farkas Ferenc; Magyar Cserkészszövetség, Bp., 1937
- Tatárhágó visszanéz; Kárpát, Buenos Aires, 1952[1]
- Az altöttingi országgyűlés története. 1947/49–1969; Mikes Kelemen, München, 1969